# Göran Ehrnrooth
Göran Robert Ehrnrooth, född 1 april 1905 i Helsingfors, död där 9 januari 1996, var en finländsk bankman. Han var far till Casimir, Göran J. och Robert Ehrnrooth. 

## Biografi
Ehrnrooth blev student 1923, hovrättsauskultant 1931 och vicehäradshövding 1934. Han anställdes vid Nordiska föreningsbanken 1933 och var ordförande i bankens direktion 1955–1970. Under hans ledning utvidgades bankens verksamhet kraftigt och inriktades främst på kreditgivning till storindustrin. Han odlade även internationella kontakter och åstadkom en utbyggnad av utrikesrörelsen. Han hade en inflytelserik ställning inom näringslivet som medlem och ordförande i ett flertal bolagsstyrelser. Han utgav 1991 det självbiografiska arbetet Hågkomster.

## Utmärkelser
- Storkorset av Finlands Lejons orden[3]
- Kommendör av 1. klass av Vasaorden[3]
- Finlands Röda Kors’ förtjänstmedalj i silver[4]
- Kommendör av Italienska republikens förtjänstorden[3]
- Kommendör av Oranien-Nassauorden[3]
- Kommendörstecknet av I klass av Finlands Lejons orden[5]

[Redigera Wikidata]